# Logona Esau
Logona Esau (ur. 2 marca 1987 na Nauru) – sztangista z Tuvalu.
Był pierwszym atletą pochodzącym z Tuvalu, który zdobył medal na międzynarodowych mistrzostwach: brąz w Koror w 2005 (Mini Igrzyska Pacyfiku). W 2006 był klasyfikowany na 132. miejscu przez International Weightlifting Federation. Rok później zdobył srebrny medal na Igrzyskach Pacyfiku w Apii podnosząc 141 kg (w wadze do 69 kg).
Esau reprezentował swoją ojczyznę na Letnich Igrzyskach Olimpijskich w 2008 w Pekinie, gdzie niósł flagę Tuvalu podczas ceremonii otwarcia. Był to pierwszy w historii występ reprezentanta tego wyspiarskiego kraju na igrzyskach olimpijskich.